# Кубарев, Эдуард Алексеевич
Эдуард Алексеевич Кубарев (28 сентября 1939, Козловка — 28 марта 2018, Чебоксары) — советский и российский государственный деятель,  председатель Верховного совета Чувашской ССР, впоследствии Чувашской Республики.

## Биография
Родился 28 сентября 1939 года в посёлке (ныне городе) Козловка. По национальности чуваш.
В 1962 году окончил Казанский инженерно-строительный институт. В городе Рыбинске работал в управлении строительного треста. С 1974 года в Чебоксарах управляющий проектно-строительным трестом.
С марта 1990 года депутат Верховного совета Чувашской АССР, с апреля — первый заместитель председателя Верховного совета Чувашской АССР. Перед путчем ГКЧП стал организатором отделения Демократической партии России в Чувашской ССР. 19 августа 1991 года занял двойственную позицию, призывая ответственных лиц республики выжидать. Тем не менее, после поражения ГКЧП в «Советской Чувашии» появилась статья о том, что Э. А. Кубарев был среди организаторов сопротивления действиям ГКЧП. 
После августовского путча считался фактическим руководителем Чувашской ССР, так как КПСС от власти самоустранилась. Должность председателя Верховного совета Чувашской ССР считалась высшей в республике; председатель правительства республики В. Н. Викторов был в его подчинении. По Конституции Чувашской ССР, действовавшей в редакции от 1990 года, считался главой республики.
С августа 1991 года председатель Верховного совета Чувашской ССР, где проработал до мая 1994 года. Пытался стать президентом Чувашской Республики, но в связи с отсутствием команды не был избран.
С 1994 по 1998 годы — заместитель начальника Главного контрольного управления Администрации Президента Российской Федерации. С 1998 по 2000 год — работник Управления делами Счетной палаты Российской Федерации. С 2000 года на пенсии. В 1999–2003 годах работал в Фонде содействия экономическому развитию Чувашии (Андриян Николаев – президент фонда, Э. А. Кубарев – исполнительный директор).

## Память
Похоронен в зоне почётных захоронений Яушского кладбища города Чебоксары.

## Награды
- Почётное звание «Заслуженный строитель Чувашской АССР»[3].